# Pescado Rabioso
Pescado Rabioso (dt. etwa wütender Fisch) war eine argentinische Rockband der frühen 1970er-Jahre.

## Bandgeschichte
Nachdem sich Almendra 1970 aufgelöst hatten, gründete Luis Alberto Spinetta 1971 Pescado Rabioso mit Osvaldo Frascino und Black Amaya. Mit dem Keyboarder Carlos Cutaia als Gastmusiker nahmen sie ihr Debütalbum auf. Cutaia wurde anschließend festes Bandmitglied, Frascino wurde durch David Lebón ersetzt. Nach dem zweiten Album fiel diese Besetzung 1973 auseinander. Spinetta spielte mit anderen Musikern im selben Jahr noch ein drittes Album ein. Danach löste er die Band endgültig auf, um Invisible zu gründen. Trotz ihrer Kurzlebigkeit gelten Pescado Rabioso als wegweisend für den Rock Nacional.

## Diskografie
- 1972: Desatormentándonos
- 1973: Pescado 2
- 1973: Artaud (AR: Gold)[1]
- 1976: Lo mejor de Pescado Rabioso (Kompilation)
- 2001: Obras cumbres (Kompilation)